# Pasjonat Dankowice
Pasjonat Dankowice – wielosekcyjny klub sportowy z Dankowic. Piłkarze grają obecnie w  klasie okręgowej. Założony został w roku 1945. Jego prezesem jest Andrzej Sadlok.

## Sekcja piłkarska - sukcesy
- Sezon 1976/1977 - awans do klasy A
- Sezon 1983/1984 - awans do klasy okręgowej
- 1994 - awans do IV ligi
- 1996 - awans do III ligi
- 1997 - awans do 1/64 Pucharu Polski

### Byli piłkarze
- Jarosław Matusiak
- Grzegorz Pilch
- Maciej Sadlok
- Mieczysław Szewczyk
- Paweł Budniak

## Sekcja szachowa
Sekcję szachową powołano w 1983 r. z inicjatywy Tadeusza Paździory oraz Jana i Stanisława Waluszków.

### Sukcesy szachowe
- 2011 - Drużynowy Mistrz Polski Seniorów w szachach błyskawicznych
- 2010 - Drużynowy Wicemistrz Polski Seniorów w szachach